# Aïssa Maïga

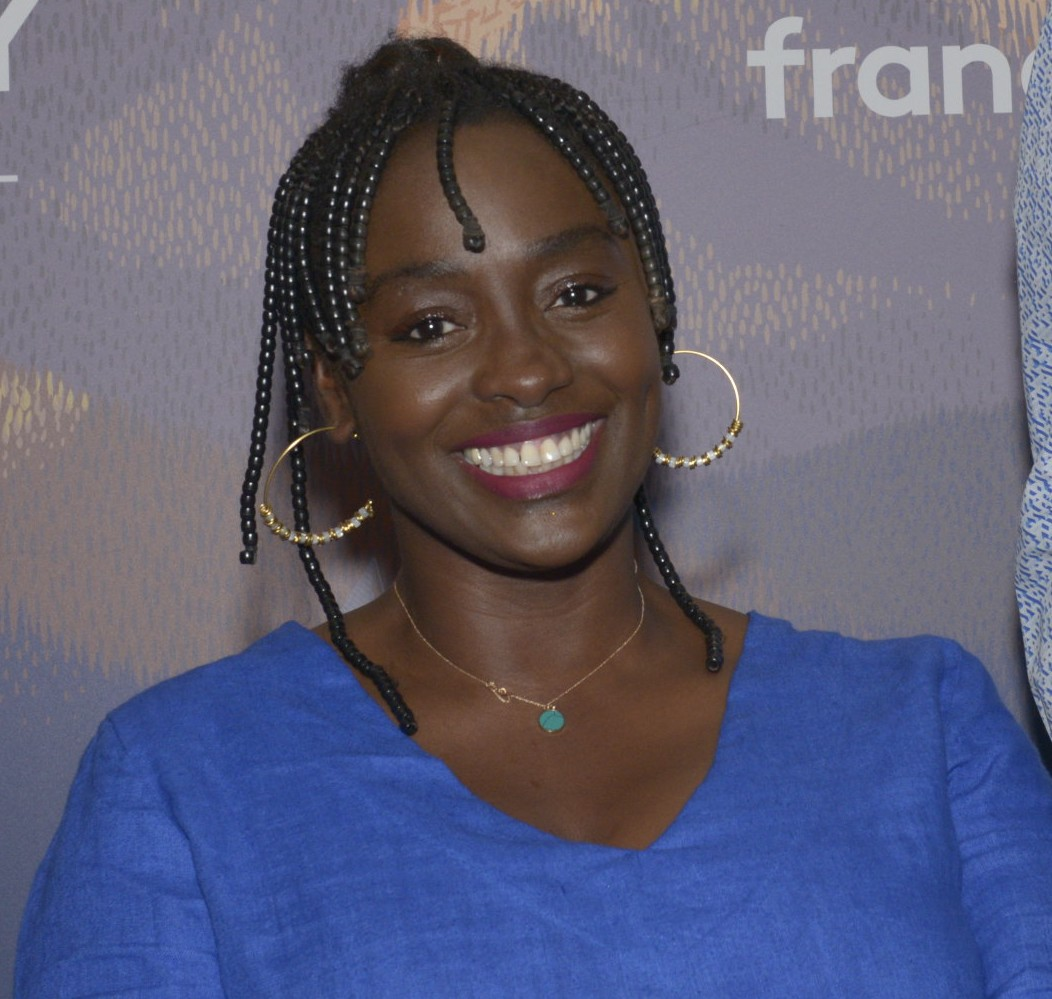
Aïssa Maïga 2022

Aïssa Maïga (* 25. Mai 1975 in Dakar) ist eine senegalesisch-französische Schauspielerin, Drehbuchautorin und Regisseurin.

## Leben
Aïssa Maïga wurde als Tochter eines malischen Vaters und einer senegalesisch-gambischen Mutter in Dakar geboren. Als sie vier Jahre alt war, zog die Familie nach Paris. Nach dem Abitur entschied sich Maïga für ein Theaterstudium in Saint-Denis, das sie bereits nach einigen Monaten wieder beendete, weil sie den Unterricht zu theoretisch fand. Nachdem sie eine Zeitlang als Kellnerin gearbeitet hatte, spielte sie in dem Musical La nuit la plus longue mit. Sie erhielt ihre erste Filmrolle in dem Kurzfilm Le Royaume du Passage und spielte in Saraka Bo an der Seite von Yvan Attal und Richard Bohringer. Schnell stieg sie zu einem Star des französischen Kinos auf und spielte u. a. in Filmen der Regisseure Michael Haneke (Caché), Claude Berri und Alain Tanner. Bei dem Film Il faut quitter Bamako führte sie Regie. Für ihre Rolle in Das Weltgericht von Bamako war Aïssa Maïga 2007 für den César als beste Nachwuchsdarstellerin nominiert.
Im Jahr 2022 wurde sie in die Academy of Motion Picture Arts and Sciences (AMPAS) berufen, die alljährlich die Oscars vergibt.

## Filmografie (Auswahl)
- 1997: Saraka Bo
- 1998: La revanche de Lucy
- 1999: Jonas et Lila, à demain
- 2000: Lise et André
- 2001: Voyage à Ouaga
- 2003: Les Baigneuses
- 2003: Mes enfants ne sont pas comme les autres
- 2003: Kommissar Moulin (Commissaire Moulin, Fernsehserie, 1 Folge)
- 2005: Caché
- 2005: L’un reste, l’autre part
- 2005: Hilfe, bei mir wird renoviert (Travaux, on sait quand ça commence…)
- 2005: L’auberge espagnole – Wiedersehen in St. Petersburg (Les Poupées russes)
- 2006: Paris, je t’aime
- 2006: Keine Sorge, mir geht’s gut (Je vais bien, ne t’en fais pas)
- 2006: Une famille parfaite
- 2006: Il faut quitter Bamako
- 2006: Das Weltgericht von Bamako (Bamako)
- 2006: Prête-moi ta main
- 2006: Mamadou il est où ?
- 2006: Demba
- 2007: L’Âge d’homme … maintenant ou jamais!
- 2008: Bianco e Nero
- 2008: Crossfire (Les insoumis)
- 2008: Sexe, Gombo et beurre salé
- 2009: Diamant 13 (Diamond 13)
- 2009: Serie in Schwarz (Suite Noire; Fernsehreihe, 1 Folge)
- 2010: Ensemble, c’est trop
- 2010: Le temps de la kermesse est terminé
- 2010: L’Avocat
- 2012: Aujourd’hui
- 2013: Der Schaum der Tage (L’écume des jours)
- 2016: Ein Dorf sieht schwarz (Bienvenue à Marly-Gomont)
- 2016: Zum Verwechseln ähnlich (Il a déjà tes yeux)
- 2016: Love Is Dead (Rupture pour tous)
- 2018: The Tower (Sprechrolle)
- 2018: Tödliche Flucht (Taken Down, Fernsehserie)
- 2019: Der Junge, der den Wind einfing (The Boy Who Harnessed the Wind)
- 2019: Brother (Mon frère)
- 2020: Il A Déjà Tes Yeux (Fernsehserie)
- 2022: The Fear Index (Fernsehserie)
- 2025: Promis le ciel